# Knox County, Ohio
Knox County är ett administrativt område i delstaten Ohio, USA. År 2010 hade countyt 60 921 invånare. Den administrativa huvudorten (county seat) är Mount Vernon.

## Geografi
Enligt United States Census Bureau har countyt en total area på 1 371 km². 1 365 km² av den arean är land och 6 km² är vatten.

### Angränsande countyn
- Richland County - nord
- Ashland County - nordost
- Holmes County - nordost
- Coshocton County - öst
- Licking County - syd
- Delaware County - sydväst
- Morrow County - nordväst